# Mike (Somogy)
Mike es un pueblo ubicado en el distrito de Kaposvár, en el condado de Somogy, Hungría.

## Superficie
Posee una superficie de 32,41 kilómetros cuadrados.

## Demografía
Hasta 2019 la población era de 571 habitantes, con una densidad de población de 17,62 habitantes por kilómetro cuadrado.